# Ikungi (Distrikt)
Ikungi ist einer von fünf Distrikten der Region Singida in Tansania mit der Hauptstadt Ikungi. Er grenzt im Norden an die Distrikte Iramba, Mkalama und Singida, im Osten an die Region Dodoma, im Süden an die Distrikte Manyoni und Itigi und im Westen an die Region Tabora.

## Geographie
Der Distrikt hat bei einer Größe von 8860 Quadratkilometer 411.262 Einwohner (Volkszählung 2022). Er liegt auf dem Ostafrikanischen Zentralplateau in einer Höhe von 1200 bis 1500 Meter über dem Meer. Es gibt keine Flüsse, die das ganze Jahr Wasser führen. Das Klima ist halbtrocken mit jährlichen Niederschlägen von 600 bis 700 Millimeter, der Regen fällt überwiegend in den Monaten Dezember bis März. Von April bis November ist es sehr trocken. Die Temperaturen liegen zwischen 15 und 30 Grad Celsius.

## Geschichte
Der Distrikt wurde im Jahr 2012 durch Abtrennung vom Distrikt Singida geschaffen.

## Verwaltungsgliederung
Der Distrikt wird in 28 Bezirke (Wards) gegliedert (Stand 2018):
- Ikungi
- Puma
- Kituntu
- Mungaa
- Siuyu
- Kikio
- Lighwa
- Misughaa
- Ntuntu
- Dung'unyi
- Mang'onyi
- Mkiwa
- Issuna
- Unyahati
- Makiungu
- Iglansoni
- Isseke
- Ihanja
- Minyughe
- Muhintiri
- Iyumbu
- Mgungira
- Mwaru
- Ighombwe
- Mtunduru
- Sepuka
- Irisya
- Makilawa

## Bevölkerung
Die größte Ethnie im Distrikt sind die Nyaturu. Die Bevölkerungszahl wuchs von 197.039 im Jahr 2002 auf 261.936 im Jahr 2012. Im gleichen Zeitraum stieg die Alphabetisierungsrate der über Fünfzehnjährigen von 67 Prozent auf 73 Prozent. Der Großteil der Bevölkerung spricht Swahili, rund sechs Prozent sprechen Swahili und Englisch. Bei der Volkszählung 2022 lebten 411.262 Menschen in 74.527 Haushalten.

## Einrichtungen und Dienstleistungen
- Bildung: Im Distrikt gibt es 110 Grundschulen, davon sind 108 öffentliche Schulen und zwei werden privat geführt. Von den 36 weiterführenden Schulen sind 30 öffentlich und sechs privat (Stand 2019).[6]
- Gesundheit: Drei Gesundheitszentren und 33 Apotheken stehen für die medizinische Betreuung der Bevölkerung zur Verfügung (Stand 2019).[6]
- Wasser: Die Versorgung mit sauberem Wasser ist sehr unterschiedlich. In den Gemeinden Mungaa, Lighwa und Iglansoni liegt der Anteil bei zwanzig Prozent, in den Gemeinden Ikungi, Puma, Siuyu und Makiung liegt der Prozentsatz bei siebzig Prozent und darüber.[8]

| Die Landwirtschaft ist der wichtigste Wirtschaftszweig, etwa 80 Prozent der Bevölkerung sind von ihr abhängig. - Landwirtschaft: Von der Gesamtfläche sind 2580 Quadratkilometer Ackerland, 2887 Quadratkilometer Weideland und 1815 Quadratkilometer Wald. Im Jahr 2018 wurden 8400 Tonnen Mais und Perlhirse sowie 9200 Tonnen Süßkartoffel und Zwiebel geerntet. Im gleichen Jahr wurden 936.000 Hühner, 420.000 Rinder, 220.000 Ziegen und 80.000 Schafe gehalten. - Bienenzucht: Die Anzahl der traditionellen Bienenstöcke sank von 5341 im Jahr 2017 auf 2676 im Jahr 2018, die der modernen Bienenstöcke nahm von 1812 auf 2396 zu. - Bergbau: Im Jahr 2023 hat die Firma Shanta Gold mit dem Abbau der Mine in Ikungi begonnen. Im ersten Jahr wurden 29.323 Unzen (ca. 831 kg) Gold gefördert. - Gewerbe und Industrie: Im Distrikt gibt es nur kleine gewerbliche Unternehmen, vor allem Getreidemühlen. | Die zur Anzeige dieser Grafik verwendete Erweiterung wurde dauerhaft deaktiviert. Wir arbeiten aktuell daran, diese und weitere betroffene Grafiken auf ein neues Format umzustellen. (Mehr dazu) |

- Eisenbahn: Durch den Distrikt verläuft die Stichbahn der Tanganjikabahn, die bei Manyoni abzweigt und nach Singida führt.[14]
- Straßen: Von den 1235 Kilometer Straßen im Distrikt sind nur sechzig Prozent auch in der Regenzeit befahrbar.[15] Die wichtigste Straße ist die Nationalstraße T3 von Dodoma nach Singida.[16]